# Mark Lockheart

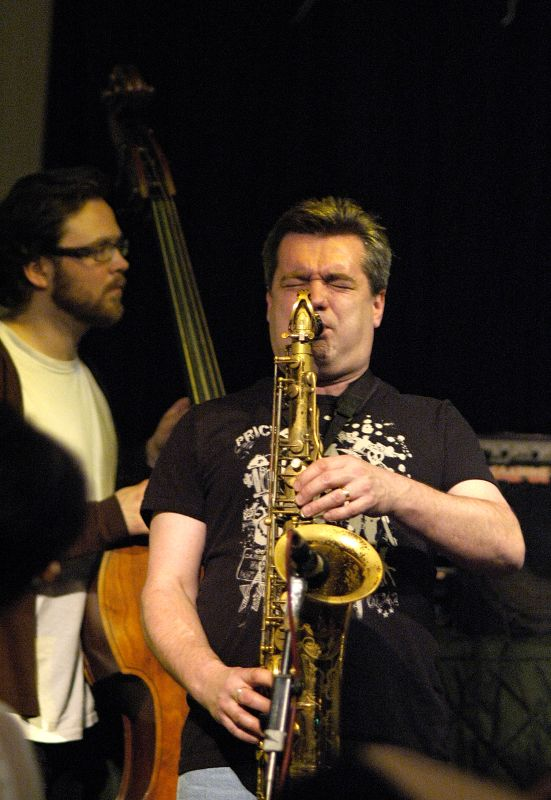
Mark Lockhaert

Mark Lockheart (* 31. März 1961 in Lymington) ist ein britischer Jazz-Klarinettist, Saxophonist und Pianist.

## Leben und Wirken
Lockheart wurde der Jazz durch seinen Vater vermittelt, der als Amateur Altsaxophon in Jazzbands spielte. Zwischen 1979 und 1983 studierte er klassisches Saxophon am Trinity College of Music in London. In den 1980er Jahren spielte er mit Roger Deans Lysis und wurde Mitglied der Big-Band-Formation Loose Tubes; dann spielte er bei Billy Jenkins und bei Django Bates (Summer Fruits (and Unrest)). Von 1987 bis 1991 hatte er ein Trio mit Steve Berry und Peter Fairclough. 1992 gründete er die Formation Perfect Houseplants mit Huw Warren, Dudley Phillips und Martin France. 1994 spielte er in der Big Band von Gail Thompson; 1995 gehörte er der Band des Bassisten Geoff Gascoyne an (Voices of Spring) und trat in der Big Band von Graham Collier auf dem London Jazz Festival auf (Charles River Fragments). 1997 spielte er bei Huw Warren, 1998 bei Roger Beaujolais und 1999 bei John Parricelli.
Ab den 2000er Jahren gehörte er der Formation Polar Bear an (Held on the Tips of Fingers, 2005). Im Jahr 2005 nahm Lockheart mit Moving Air das erste Album unter eigenem Namen auf.
Lockheart betätigte sich außerdem als Komponist für Fernseh-Projekte beim BBC und für Michael Gibbs, arbeitete weiterhin mit Bands wie Radiohead, Prefab Sprout und Stereolab; er unterrichtet am Trinity College of Music in London und an der Middlesex University.

## Diskographische Hinweise
Perfect Houseplants
- Clec (EFZ, 1994)
- Snap Clatter (Linn, 1996)
- New Folk Songs (Linn, 2000)
- Days on Earth (Edition Records, 2019)

Alben unter eigenem Namen
- Moving Air (Basho, 2005, mit John Parricelli, Dudley Phillips, Martin France)
- Dreamers (Edition Records, 2022, mit Elliott Galvin, Tom Herbert, Dave Smith)[1]
- Smiling (Edition Records, 2024, mit Rowland Sutherland, Nathaniel Facey, John Parricelli, Tom Herbert, Dave Smith)[2]